# 朗戈埃朗
朗戈埃朗（法語：Langoëlan，法語發音：[lɑ̃ɡwɛlɑ̃]）是法国莫尔比昂省的一个市镇，属于蓬蒂维区。

## 地理
朗戈埃朗（48°7'16"N, 3°14'3"W）面积22.27 平方千米，位于法国布列塔尼大區莫尔比昂省，该省份为法国西北部沿海省份，位于布列塔尼半岛南部，北起阿摩尔滨海省、西接菲尼斯泰尔省，南濒大西洋，东南接大西洋卢瓦尔省，东临伊勒-维莱讷省。
与朗戈埃朗接壤的市镇（或旧市镇、城区）包括：莱斯库厄古阿雷克、锡尔菲亚克、塞格利安、洛克马洛、普洛埃迪特、梅利奥内克。
朗戈埃朗的时区为UTC+01:00、UTC+02:00（夏令时）。

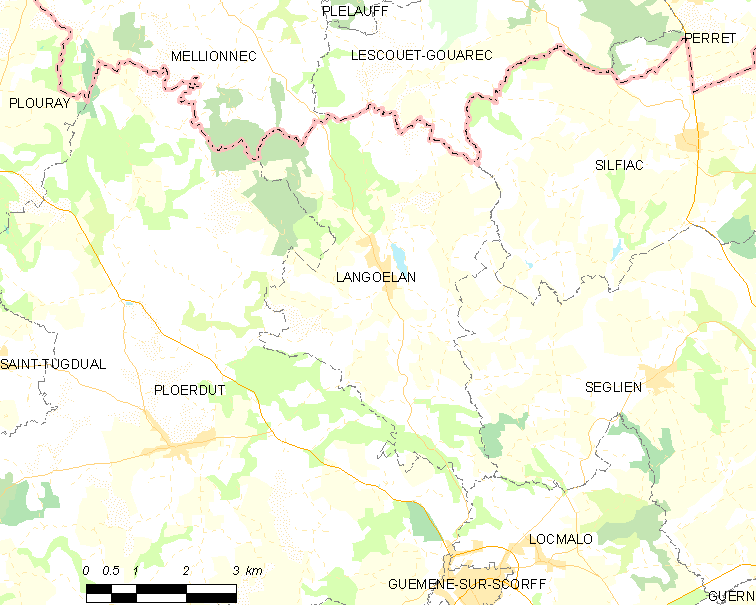
朗戈埃朗的OSM定位图

## 行政
朗戈埃朗的邮政编码为56160，INSEE市镇编码为56099。

## 政治
朗戈埃朗所属的省级选区为古兰县。

## 人口

1962-2008年间朗戈埃朗人口变化图示

朗戈埃朗于2022年1月1日时的人口数量为404人。